# Settore Out
I Settore Out sono stati un gruppo musicale italiano di genere rock con influenze new wave e con una propensione nei testi verso la canzone d'autore, formatosi a Milano attorno al 1985 ed attivo fino al 1995.

## Storia
Figura centrale del gruppo è stato il cantante e compositore Evasio Muraro, originario dell'interland milanese.
Dopo un primo singolo ed un EP autoprodotti, pubblicano nel 1988 il secondo singolo Ragazzo di strada / Gente con la produzione di Dario Ravelli e Mauro Zambellini. Il primo album è del 1990, Un'altra volta. Ma è il secondo album Il rumore delle idee del 1993, uscito per la Black Out, che li fa conoscere al grande pubblico.
Nel 1995, poco prima dello scioglimento, il gruppo partecipa con il brano Amore ribelle alla compilation Materiale resistente, composta da riletture di canti partigiani.
Evasio Muraro entra nel gruppo combat rock dei Groovers.

## Discografia[3]

### Album
- 1990 - Un'altra volta[4] (Diva)
- 1993 - Il rumore delle idee (Black Out)

### EP
- 1987 - Città (autoprodotto)

### Singoli
- 1986 - Iceberg / Uomini Di Frontiera (autoprodotto)
- 1988 - Ragazzo di strada / Gente (Tramite)
- 1990 - Un'Altra Volta / Quello Che Resta (allegato a Urlo)

### Compilation
- 1995 - Amore ribelle nell'album Materiale resistente (I dischi del mulo)